# Nasta Rojc
Nasta Rojc (6 de novembro de 1883 - 6 de novembro de 1964) foi uma pintora e fotógrafa croata.
Nascida em Bjelovar, ela era uma criança doente e desajustada. Ela não gostava da escola nem de brincar com outras crianças, mas gostava tanto de caçar quanto de andar a cavalo. Depois que ela declarou em sua juventude que era ateia, seu pai a educou em uma escola de convento. Ficando deprimida, ela foi enviada para a cidade costeira de Kraljevica aos quinze anos, onde conheceu um pintor, Branko Šenoa, que a inspirou a se tornar uma artista. Seu pai se opôs, mas em troca de seu acordo para aprender a cozinhar, ele permitiu que ela frequentasse uma escola de arte. Ela estudou em Zagreb, Viena e Munique, aprendendo a pintar, esculpir e gravar. Quando seu pai insistiu que ela se casasse, Rojc, que era lésbica, entrou em um casamento lavanda com Šenoa, depois que seu pai concordou em ajudá-la a adquirir um estúdio e ajudar com suas despesas de subsistência.